# Atletica leggera ai Giochi della IX Olimpiade - Staffetta 4×100 metri maschile
La competizione della staffetta 4×100 metri maschile di atletica leggera ai Giochi della IX Olimpiade si tenne i giorni 4 e 5 agosto 1928 allo Stadio Olimpico di Amsterdam.

## L'eccellenza mondiale
| Record mondiale e olimpico: Parigi 1924 | 41”0 | Stati Uniti | Presenti |
| Migliore prestazione europea: 1927      | 41”0 | Germania    | Presente |

1. ↑  Record non ratificato, quindi "migliore prestazione".

## Batterie
Si disputarono il giorno 4 agosto. Le prime due squadre si qualificarono per la finale
| Pos. | Nazione       | Atleti                                                                       | Tempo |
| ---- | ------------- | ---------------------------------------------------------------------------- | ----- |
| 1    | Canada        | Ralph Adams John Fitzpatrick George Hester Percy Williams                    | 42"2  |
| 2    | Gran Bretagna | Cyril Gill Teddy Smouha Walter Rangeley Jack London                          | 43"5  |
| 3    | Italia        | Giuseppe Castelli Franco Reyser Edgardo Toetti Enrico Torre                  |       |
| 4    | Grecia        | Evangelos Moiropoulos Konstantinos Petridis Angelos Lambrou Renos Frangoudis | 44"0  |
| 5    | Spagna        | Juan Serrahima Diego Ordóñez Fernando Muñagorri Enrique de Chávarri          |       |

| Pos. | Nazione  | Atleti                                                     | Tempo |
| ---- | -------- | ---------------------------------------------------------- | ----- |
| 1    | Francia  | André Cerbonney Gilbert Auvergne André Dufau André Mourlon | 41"8  |
| 2    | Germania | Georg Lammers Richard Corts Hubert Houben Helmut Körnig    |       |
| 3    | Belgio   | Paul Brochart Fred Zinner Adolphe Groscol Willy Dujardin   |       |

| Pos. | Nazione     | Atleti                                                         | Tempo  |
| ---- | ----------- | -------------------------------------------------------------- | ------ |
| 1    | Stati Uniti | Frank Wykoff James Quinn Charley Borah Henry Russell           | 41"2   |
| 2    | Svizzera    | Emmanuel Goldsmith Willy Weibel Willy Tschopp Hans Niggl       | 42"6   |
| 3    | Giappone    | Iwao Aizawa Seishichi Inuma Shigetoshi Osawa Chūhei Nanbu      |        |
| 4    | Turchia     | Semih Türkdoğan Şinasi Şahingiray Haydar Aşan Mehmet Ali Aybar |        |
| -    | Ungheria    | Ferenc Gerő János Paizs István Sugár István Raggambi           | Squal. |

## Finale
È ufficializzato solo il tempo del primo classificato.

La staffetta canadese viene squalificata per il mancato passaggio del testimone tra il terzo frazionista e il campione olimpico di 100 e 200 Percy Williams.
| Pos.    | Corsia | Nazione       | Atleti                                                     | Tempo ufficiale | Tempo ufficioso |
| ------- | ------ | ------------- | ---------------------------------------------------------- | --------------- | --------------- |
| Oro     | 1      | Stati Uniti   | Frank Wykoff James Quinn Charley Borah Henry Russell       | 41"0 =          |                 |
| Argento | 4      | Germania      | Georg Lammers Richard Corts Hubert Houben Helmut Körnig    |                 | 41"2            |
| Argento | 2      | Gran Bretagna | Cyril Gill Teddy Smouha Walter Rangeley Jack London        |                 | 41"8            |
| 4       | 6      | Francia       | André Cerbonney Gilbert Auvergne André Dufau André Mourlon |                 | 42"0            |
| 5       | 5      | Svizzera      | Emmanuel Goldsmith Willy Weibel Willy Tschopp Hans Niggl   |                 | 42"6            |
| -       | 3      | Canada        | Ralph Adams John Fitzpatrick George Hester Percy Williams  |                 | Squal.          |